# Scotton (Richmondshire)
Scotton – wieś w Anglii, w hrabstwie North Yorkshire, w dystrykcie (unitary authority) North Yorkshire. Leży 61 km na północny zachód od miasta York i 334 km na północ od Londynu. Znajduje się w bezpośrednim sąsiedztwie bazy wojskowej Catterick Garrison.